# Flagelline
La flagelline est la protéine majoritaire structurale du filament flagellaire.

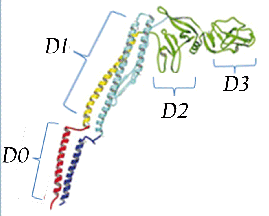
Les différents domaines de la flagelline

## Structure
La flagelline est constituée de quatre domaines : D0, D1, D2, D3.

Il existe différentes formes de flagelline, elles se distinguent par leur composition en acides aminés centraux, les extrémités N-terminale et C-terminale étant similaires de par leur composition. Leur poids moléculaire varie de 30 à 60 kDa en fonction des espèces bactériennes.

Cette protéine ne contient jamais de cystéine et la quantité d’acides aminés aromatiques est faible. À l’inverse, elle contient une forte quantité en acide aspartique et en acide glutamique. La flagelline, en raison de ses propriétés de contractibilité et d’élasticité, a des propriétés proches de la kératine et de la myosine.

## Rôles de la flagelline

### Mobilité
L’auto-assemblage des différentes molécules de flagelline en triple hélice, forment un axe creux central par lequel elles accèdent à l’extrémité du flagelle pour allonger celui-ci.

La flagelline est synthétisée lorsque la bactérie a besoin de se déplacer. La bactérie peut changer sa mobilité en modifiant cette protéine : chez la majorité des bactéries il existe deux gènes codant deux formes différentes de la flagelline : H1 et H2. Il existe une corrélation entre l’expression de ces deux gènes : lorsque l’un est exprimé, l’autre est réprimé.

Chez Escherichia coli, la flagelline est codée par le gène fliC.

Chez Caulobacter crescentus, ce sont les gènes fliM, fliN et fliO qui codent la flagelline.

### Activation de l’immunité

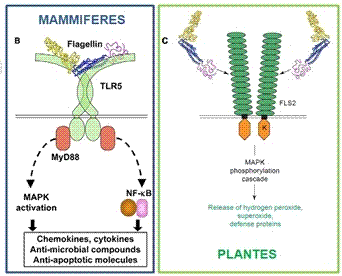
Les récepteurs extracellulaires de la flagelline

En général, la flagelline est un atout pour la bactérie, mais elle peut aussi être utilisée contre elle.

Pour se défendre l’hôte active son système immunitaire inné grâce à une reconnaissance spécifique par des récepteurs extracellulaires (TLR5, FLS2) ou cytosoliques (IPAF) de la flagelline. Cette protéine peut également être considérée comme un antigène qui active le système immunitaire adaptatif, il y a alors production d’anticorps anti-flagelline.
- Les récepteurs TLR-5 (Toll-Like Receptor-5 ) et FLS2

Certaines cellules reconnaissent spécifiquement la flagelline grâce à des récepteurs extracellulaires, chez les mammifères ce sont les TLR-5 et chez les plantes ce sont les FLS2, ces récepteurs ont des modes d’action identiques.

Le récepteur TLR-5 a une organisation en trois domaines : le premier est extracellulaire et riche en leucine, il est impliqué dans la reconnaissance avec la flagelline; le second est situé dans la membrane ; le troisième est cytosolique, il transfère le stimulus à des molécules relais comme MyD88 (Myeloid Differentiation factor 88). Le domaine D1 de la flagelline, situé à l’intérieur du filament, est reconnu par TLR-5. À la suite de cette reconnaissance il y a une cascade d’activation qui active une kinase et une translocation d’un facteur transcriptionnel  vers le noyau, il y a alors sécrétion de chemokines et de cytokines.
- Les récepteurs Ipaf (Ice Protease Activating Factor)

Certaines cellules ont des récepteurs cytosoliques, les Ipaf (ou NLRC4), qui leur permettent de reconnaître la flagelline sécrétée dans le cytosol par des bactéries capables de pénétrer dans des cellules.

Le récepteur Ipaf est composé de trois domaines : un domaine signal, un domaine NOD et un domaine riche en leucine comme celui des TLR-5. Quand il y a reconnaissance de la flagelline par Ipaf, il y a activation de la protéase, caspase-1, qui clive la pro-interleukine-1β en une interleukine-1β, c’est la voie de l’inflammasome. Il y a alors sécrétion d’interleukines-1β(IL-1β) et d’interleukines-18(IL-18). Les IL-1β sécrétées engendrent une inflammation locale et de la fièvre alors que les IL-18 provoquent l’activation des natural killer, ce qui entraînera alors la mort des cellules infectées par les bactéries.